# Киодо Цусин
Киодо Цусин (яп. 共同通信社 Кё:до: цу:синся) — крупнейшее независимое информационное агентство Японии, входит в состав основных информационных агентств мира. Кооперативное объединение ведущих японских газет и теле-радиовещательной корпорации NHK.

## История
Информагентство основано 1 ноября 1945 года. 
Штаб-квартира находится в Токио. 
Предоставляет информацию от своих журналистов о событиях в азиатско-тихоокеанском регионе, а также интернациональную информацию заграничных агентств на японском и английском языках, имеет большую зарубежную корреспондентскую сеть. 
Имеет соглашения о взаимодействии и обмене информацией с ТАСС, АП, ЮПИ, «Reuters», CNN, BBC, CBS, The Wall Street Journal, The Japan Times, The New York Times и др.
Агентство насчитывает 53 бюро по всей Японии. 
Более 120 журналистов Киодо Цусин осуществляют свою деятельность в 40 крупнейших мегаполисах мира, большая часть которых находится в азиатско-тихоокеанском регионе.
В 1982 году в Нью-Йорке в Рокфеллеровском центре был открыт интернациональный маркетинговый отдел Киодо Цусин — Kyodo News International (KNI).
В 1998 г. агентство считалось официальным информационным спонсором Олимпийских игр в Нагано.

## Работа агентства Киодо Цусин
Англоязычные новости через web в режиме настоящего времени распространяет филиал Агентства — Kyodo World Service (KWS). 
KWS — это более 200 ежедневных новостей из Японии и прочих государств Азии, которые охватывают широкий спектр тем — от политической деятельности, бизнеса, финансов и новейших технологий до культуры и спорта.
Новости на японском языке распространяются по всему миру в режиме реального времени либо по факсу: ежедневно выходят 5 выпусков «Kyodo’s Fax Shinbun» («Факс-газета Кёдо») — «Утренний», «Вечерний», «Спортивный», «Америка», «Морской автотранспорт и рыболовство». 
Факс-газета поступает на более чем 2 тысячи морских судов, её получают десятки японоязычных печатных изданий, теле- и радиостанций, множество гостиниц и фирм мира.
Ежедневно Агентство публикует около 200 фотоматериалов различных рубрик и направлений: стихийные бедствия, преступность, политическая деятельность, бизнес, спорт, отдых, поп-культура. 
С 1995 года фотоматериалы Киодо Цусин стали доступны в режиме настоящего времени. Фотоархив Агентства содержит более 12 млн фотографий и диапозитивов, первые из которых датированы серединой XIX века.
На данный момент в Агентстве работает более 2 тысяч человек. Лишь в одной Японии Kyodo рассылает новостную информацию и фотоматериалы по 60 печатным изданиям и 135 радио- и телестудиям, которые входят в сообщество Киодо Цусин.